# Чандлер (город, Миннесота)
Чандлер (англ. Chandler) — город в округе Марри, штат Миннесота, США. На площади 2,1 км² (2,1 км² — суша, водоёмов нет), согласно переписи 2002 года, проживают 276 человек. Плотность населения составляет 132,3 чел./км².
- Телефонный код города — 507
- Почтовый индекс — 56122
- FIPS-код города — 27-10900[1]
- GNIS-идентификатор — 0641100[2]